# إيفون توماس
إيفون توماس (بالإنجليزية: Yvonne Thomas)‏ هي رسامة أمريكية، ولدت في 1913، وتوفيت في 7 أغسطس 2009.